# George Willis (homme politique)
Eustace George Willis (7 mars 1903 - 2 juin 1987) est un homme politique britannique du parti travailliste.

## Biographie
Il est élu député d'Édimbourg - Nord aux élections générales de 1945, mais est battu aux élections générales de 1950. Il se présente à nouveau à Édimbourg-Nord aux élections de 1951, mais est à nouveau battu.
Il est réélu à la Chambre des communes en tant que député d'Édimbourg-Est lors d'une élection partielle de 1954 et reste jusqu'à sa retraite aux élections générales de 1970. Il est ministre d'État pour l'Écosse de 1964 à 1967 dans les premier et deuxième ministères Wilson.